# Serguéi Rumas
Serguéi Nikoláyevich Rumas (en ruso: Сергей Николаевич Румас; en bielorruso: Сяргей Мікалаевіч Румас, romanizado: Siarguei Mikaláyevich Rumas; nacido el 1 de diciembre de 1969 en Gómel) es un político y economista bielorruso, Primer Ministro de Bielorrusia desde el 18 de agosto de 2018 hasta el 3 de junio de 2020.

## Biografía
Rumas nació en Gómel, pero a principios de la década de 1970 su familia se mudó a Minsk. Se graduó de la Escuela Financiera Superior Militar en Yaroslavl (1990) y de la Academia de Administración Pública en Minsk (1995). A principios de la década de 1990, Rumas sirvió sucesivamente en el Banco Nacional de la República de Bielorrusia como jefe de varios departamentos, así como en bancos privados. En 1995, se convirtió en director regional del Belarusbank y luego se convirtió en el primer vicepresidente del directorio de este banco.  En 2001, Rumas recibió el título de Candidato de Ciencias en Economía. En 2005, lideró el Belagroprombank, otro gran banco de propiedad estatal en Bielorrusia.

### Carrera política
En 2010, fue nombrado vice primer ministro en el nuevo gobierno de Mijaíl Miasnikóvich. Durante la crisis financiera de 2011, Rumas supervisó la creación de un programa de reformas estructurales, que fue criticado por el presidente Aleksandr Lukashenko y su consejero Serguéi Tkachov. Rumas abogó por la privatización, las inversiones extranjeras y la abolición de préstamos preferenciales para empresas estatales. En 2012, Aleksandr Lukashenko lo nombró jefe del Banco de Desarrollo de la República de Bielorrusia.
El 18 de agosto de 2018, fue nombrado Primer Ministro de Bielorrusia, sucediendo a Andréi Kobiakov.  Durante su gestión, fue el encargado de liderar el Comité Organizador de los Juegos Europeos de 2019 en Minsk.
El 3 de junio de 2020, el presidente Aleksandr Lukashenko destituyó al gobierno de Rumas, el cual fue sucedido por Roman Golovchenko.
Hasta 2019, Rumas encabezó la Federación de Fútbol de Bielorrusia.
En febrero de 2023, Rumas fue incluido en la lista negra por Ucrania.